# 中間子の一覧

K中間子 の3つのパイ中間子 （2つの と1つの) への崩壊は弱い相互作用と強い相互作用がともに関わる過程である。
弱い相互作用 : K中間子の反ストレンジクォーク は、ボソンの放射によって反アップクォーク へ変化し、ボソンは続いて反ダウンクォーク およびアップクォーク へ崩壊する。
強い相互作用 : アップクォーク は、ダウンクォーク および反ダウンクォーク へ崩壊するグルーオン を放射する。

中間子の一覧は、素粒子物理学における中間子の一覧である。

## 中間子の概要
中間子は、クォークおよび一つの反クォークで構成された不安定な亜原子粒子である。一般的に、クォークまたは反クォークで構成される亜原子粒子をハドロンと言う。中間子はハドロン粒子族のメンバーである。ハドロン族の他のメンバーは、三つのクォークから構成された亜原子粒子であるバリオンがある。中間子とバリオンの主な違いは、中間子が整数スピンを持つボース粒子であるのに対し、バリオンは半整数スピンを持つフェルミ粒子であることである。中間子はボース粒子であるので（スピン統計理論を参照）、パウリの排他原理はそれらに適用されない。このため、それらは短距離の力を媒介する粒子として働き、核相互作用のような過程での役割を担う。
中間子はクォークから構成されているので、それらは弱い相互作用および強い相互作用の両方に関与している。電荷を持つ中間子は電磁相互作用にも関与する。それらはそのクォーク構成、全角運動量、パリティおよびCパリティおよびGパリティのような他の様々な性質に従って分類される。どんな中間子も安定ではないが、その中でも質量の低いものは、マッシヴな（重たい）中間子よりも安定であり、粒子加速器または宇宙線実験によって観測および研究が比較的しやすい。それでも中間子は典型的にバリオンよりマッシヴではないため、実験によってバリオンより簡単に生成でき、その高エネルギー現象を再現しやすいであろう。例えば、チャームクォークは、1974年にJ/Ψ中間子 (J/ψ) の中に、ボトムクォークは1977年にウプシロン中間子 (Υ) の中に始めて観測された。
各中間子は対応する反粒子（反中間子）を持つ。反中間子では、元の中間子のクォークはその対応する反クォークに置き換えられ反クォークはその対応するクォークに置き換えられる。例えば正電荷パイ中間子 (π+
 ) は一つのアップクォークと一つの反ダウンクォークによって構成されており、それらに対応する反粒子である一つの反アップクォークおよび一つのダウンクォークによって負電荷のパイ中間子 (π−
 ) は構成されている。いくつかの実験は、二つのクォークと二つの反クォークによって構成される異種中間子であるテトラクォークの証拠を示している。しかし、素粒子物理のコミュニティ全体としては、テトラクォークが存在する可能性は残されているもののありそうではないと見ている。

## 中間子の一覧
以下の一覧は、良く知られている予測された擬スカラー（JP = 0−）およびベクター（JP = 1−）中間子の詳細について示す。他に、スカラー中間子や軸性ベクター中間子、テンサー中間子も存在する。
一覧中の記号は次のとおりである：

| - I : アイソスピン - J : 全角運動量 - P : パリティ - C : Cパリティ - G : Gパリティ | - u : アップクォーク - d : ダウンクォーク - s : ストレンジクォーク - c : チャームクォーク - b : ボトムクォーク | - Q : チャージ - B : バリオン数 - S : ストレンジネス - C : チャーム - B′ : ボトムネス |

これらは、表の項目や粒子の名前付近に使用されている。
各粒子の性質およびクォーク構成について表に記している。対応する反粒子については、クォークからその反クォークへ変えて（逆も同様）、Q、B、S、CおよびB′の符号を反転させる。それらの名前の次に†の付いた粒子は、標準模型によって予測されているが、いまだ観測されていないものである。赤字で書かれた値は、実験によって確実に実証されていないが、クォークモデルによって理論的に予測され観測と一致している。

### 擬スカラー中間子
| 名前                 | 粒子記号 | 反粒子記号 | クォーク構成                                                                             | 静止質量 (MeV/c2) | IG  | JPC | S   | C  | B' | 平均寿命 (s)             | 崩壊生成物 (生成物の>5%のもの)                                             |
| -------------------- | -------- | ---------- | ---------------------------------------------------------------------------------------- | ----------------- | --- | --- | --- | -- | -- | ------------------------ | -------------------------------------------------------------------------- |
| パイ中間子           | π+       | π−         | ud                                                                                       | 139.57018±0.00035 | 1−  | 0−  | 0   | 0  | 0  | (2.6033±0.0005)×10−8     | μ+ + ν μ                                                                   |
| パイ中間子           | π0       | 自身       | {\displaystyle \mathrm {\tfrac {u{\bar {u}}-d{\bar {d}}}{\sqrt {2}}} \,}[a]              | 0134.9766±0.0006  | 1−  | 0−+ | 0   | 0  | 0  | (8.4±0.5)×10−17          | γ + γ                                                                      |
| エータ中間子         | η        | 自身       | {\displaystyle \mathrm {\tfrac {u{\bar {u}}+d{\bar {d}}-2s{\bar {s}}}{\sqrt {6}}} \,}[a] | 547.853±0.024     | 0+  | 0−+ | 0   | 0  | 0  | (5.0±0.3)×10−19[b]       | γ + γ または π0 + π0 + π0 または π+ + π0 + π−                              |
| エータプライム中間子 | η′(958)  | 自身       | {\displaystyle \mathrm {\tfrac {u{\bar {u}}+d{\bar {d}}+s{\bar {s}}}{\sqrt {3}}} \,}[a]  | 957.78±0.06       | 0+  | 0−+ | 0   | 0  | 0  | (3.39±0.16)×10−21[b]     | π+ + π− + η または (ρ0 + γ) / (π+ + π− + γ) または π0 + π0 + η             |
| チャームエータ中間子 | η c(1S)  | 自身       | c                                                                                        | 2980.3±1.2        | 0+  | 0−+ | 0   | 0  | 0  | (2.30±0.17)×10−23[b]     | η c崩壊モード参照                                                          |
| ボトムエータ中間子   | η b(1S)  | 自身       | b                                                                                        | 9390.9±2.8        | 0+  | 0−+ | 0   | 0  | 0  | 未知                     | η b崩壊モード参照                                                          |
| K中間子              | K+       | K−         | us                                                                                       | 493.677±0.016     | 1⁄2 | 0−  | 1   | 0  | 0  | (1.2380±0.0021)×10−8     | μ+ + ν μ または π+ + π0 または π0 + e+ + ν e                               |
| K中間子              | K0       | K0         | ds                                                                                       | 497.614±0.024     | 1⁄2 | 0−  | 1   | 0  | 0  | [c]                      | [c]                                                                        |
| K短中間子            | K0 S     | 自身       | {\displaystyle \mathrm {\tfrac {d{\bar {s}}-s{\bar {d}}}{\sqrt {2}}} \,}[e]              | 497.614±0.024[d]  | 1⁄2 | 0−  | (*) | 0  | 0  | (8.953±0.005)×10−11      | π+ + π− または π0 + π0                                                     |
| K長中間子            | K0 L     | 自身       | {\displaystyle \mathrm {\tfrac {d{\bar {s}}+s{\bar {d}}}{\sqrt {2}}} \,}[e]              | 497.614±0.024[d]  | 1⁄2 | 0−  | (*) | 0  | 0  | (5.116±0.020)×10−8       | π± + e∓ + ν e または π± + μ∓ + ν μ または π0 + π0 + π0 または π+ + π0 + π− |
| D中間子              | D+       | D−         | cd                                                                                       | 1869.60±0.16      | 1⁄2 | 0−  | 0   | +1 | 0  | (1.040±0.007)×10−12      | D+ 崩壊モード参照                                                          |
| D中間子              | D0       | D0         | cu                                                                                       | 1864.83±0.14      | 1⁄2 | 0−  | 0   | +1 | 0  | (4.101±0.015)×10−13      | D0 崩壊モード参照                                                          |
| ストレンジD中間子    | D+ s     | D− s       | cs                                                                                       | 1968.47±0.33      | 0   | 0−  | +1  | +1 | 0  | (5.00±0.07)×10−13        | D+ s崩壊モード参照                                                         |
| B中間子              | B+       | B−         | ub                                                                                       | 5279.15±0.31      | 1⁄2 | 0−  | 0   | 0  | +1 | (1.638±0.011)×10−12      | B+ 崩壊モード参照                                                          |
| B中間子              | B0       | B0         | db                                                                                       | 5279.5±3          | 1⁄2 | 0−  | 0   | 0  | +1 | (1.530±0.009)×10−12      | B0 崩壊モード参照                                                          |
| ストレンジB中間子    | B0 s     | B0 s       | sb                                                                                       | 5366.3±0.6        | 0   | 0−  | −1  | 0  | +1 | 1.472+0.024 −0.026×10−12 | B0 s崩壊モード参照                                                         |
| チャームB中間子      | B+ c     | B− c       | cb                                                                                       | 6277±6            | 0   | 0−  | 0   | +1 | +1 | (4.53±0.41)×10−13        | B+ c崩壊モード参照                                                         |

[a] ^ 構成物はクォークが非ゼロ質量なので不正確である。

[b] ^ PDGは共鳴幅 (Γ) を報告している。ここではτ = ħ⁄Γ の変換したものが与えられている。

[c] ^ 強い固有状態。確定的な寿命はない。（下記のK中間子の注意点を参照。）

[d] ^ K0
L および K0
S の質量はK0
 の質量として与えられている。実際のK0
LとK0
Sの質量の差は2.2×10−11 MeV/c2のオーダーであることが知られている。

[e] ^ 弱い固有状態。構成物は小さなCP対称性の破れ項の欠損を有している。（下記のK中間子の注意点を参照。）

### ベクター中間子
| 名前              | 粒子記号   | 反粒子記号 | クォーク構成                                                             | 静止質量 (MeV/c2) | IG  | JPC | S  | C  | B' | 平均寿命 (s)           | 崩壊生成物 (生成物の>5%のもの)                              |
| ----------------- | ---------- | ---------- | ------------------------------------------------------------------------ | ----------------- | --- | --- | -- | -- | -- | ---------------------- | ----------------------------------------------------------- |
| 荷電ロー中間子    | ρ+ (770)   | ρ− (770)   | ud                                                                       | 775.11±0.34       | 1+  | 1−  | 0  | 0  | 0  | ~4.5×10−24[f][g]       | π± + π0                                                     |
| 中性ロー中間子    | ρ0 (770)   | 自身       | {\displaystyle \mathrm {\tfrac {u{\bar {u}}-d{\bar {d}}}{\sqrt {2}}} \,} | 775.49±0.34       | 1+  | 1−  | 0  | 0  | 0  | ~4.5×10−24[f][g]       | π+ + π−                                                     |
| オメガ中間子      | ω(782)     | 自身       | {\displaystyle \mathrm {\tfrac {u{\bar {u}}+d{\bar {d}}}{\sqrt {2}}} \,} | 782.65±0.12       | 0−  | 1−  | 0  | 0  | 0  | (7.75±0.07)×10−23[f]   | π+ + π0 + π− または π0 + γ                                  |
| ファイ中間子      | φ(1020)    | 自身       | s                                                                        | 1019.445±0.020    | 0−  | 1−  | 0  | 0  | 0  | (1.55±0.01)×10−22[f]   | K+ + K− または K0 S + K0 L または (ρ + π) / (π+ + π0 + π− ) |
| J/プサイ          | J/ψ        | 自身       | c                                                                        | 3096.916±0.011    | 0−  | 1−  | 0  | 0  | 0  | (7.09±0.21)×10−21[f]   | J/ψ(1S)崩壊モード参照                                       |
| ウプシロン中間子  | Υ(1S)      | 自身       | b                                                                        | 9460.30±0.26      | 0−  | 1−  | 0  | 0  | 0  | (1.22±0.03)×10−20[f]   | Υ(1S)崩壊モード参照                                         |
| K中間子           | K∗+        | K∗−        | us                                                                       | 891.66±0.026      | 1⁄2 | 1−  | 1  | 0  | 0  | ~7.35×10−20[f][g]      | K∗ (892)崩壊モード参照                                      |
| K中間子           | K∗0        | K∗0        | ds                                                                       | 895.94±0.22       | 1⁄2 | 1−  | 1  | 0  | 0  | (7.346±0.002)×10−20[f] | K∗ (892)崩壊モード参照                                      |
| D中間子           | D∗+ (2010) | D∗− (2010) | cd                                                                       | 2010.25±0.14      | 1⁄2 | 1−  | 0  | +1 | 0  | (6.9±1.9)×10−21[f]     | D0 + π+ または D+ + π0                                      |
| D中間子           | D∗0 (2007) | D∗0 (2007) | cu                                                                       | 2006.96±0.16      | 1⁄2 | 1−  | 0  | +1 | 0  | >3.1×10−22[f]          | D0 + π0 または D0 + γ                                       |
| ストレンジD中間子 | D∗+ s      | D∗− s      | cs                                                                       | 2112.3±0.5        | 0   | 1−  | +1 | +1 | 0  | >3.4×10−22[f]          | D∗+ + γ または D∗+ + π0                                     |
| B中間子           | B∗+        | B∗−        | ub                                                                       | 5325.1±0.5        | 1⁄2 | 1−  | 0  | 0  | +1 | 未知                   | B+ + γ                                                      |
| B中間子           | B∗0        | B∗0        | db                                                                       | 5325.1±0.5        | 1⁄2 | 1−  | 0  | 0  | +1 | 未知                   | B0 + γ                                                      |
| ストレンジB中間子 | B∗0 s      | B∗0 s      | sb                                                                       | 5415.4±1.4        | 0   | 1−  | −1 | 0  | +1 | 未知                   | B0 s+γ                                                      |
| チャームB中間子†  | B∗+ c      | B∗− c      | cb                                                                       | 未知              | 0   | 1−  | 0  | +1 | +1 | 未知                   | 未知                                                        |

[f] ^ PDGは共鳴幅 (Γ) を報告している。ここではτ = ħ⁄Γ の変換したものが与えられている。

[g] ^ 厳密な値は使用される手法に依存する。詳細は添付の参考文献を参照のこと。

### 中性K中間子の注意点
中性K中間子については、二つの複雑な問題がある：
- 中性K中間子混合により、K0
SおよびK0
Lはストレンジネスの固有状態ではない。しかしながら、それらはどのようにそれらが崩壊するかを決定する弱い力の固有状態である。そのためこれらは確定的な寿命を持つ粒子である。
- K0
SおよびK0
Lについて上の表中で与えられた線形結合は、CP対称性の破れによる小さな補正があるため厳密には正確ではない。詳細はK中間子におけるCP対称性の破れを参照のこと。

これらの議論は他の中性フレーバー中間子についての原則内にも存在することに注意が必要である。しかしながら、弱い固有状態は、K中間子とその他の中性フレーバー中間子で劇的に寿命が異なるため、K中間子だけに限られた粒子であるとみなされる。